# Taekwondo en los Juegos Suramericanos de 2006
El taekwondo en los Juegos Suramericanos de Buenos Aires 2006 se disputaron entre el 16 y el 19 de noviembre de 2006, en el Complejo Deportivo "Carl Diem" perteneciente al Centro Nacional de Alto Rendimiento Deportivo (CENARD).

## Medallero
| Núm.  | País                  | Oro | Plata | Bronce | Total |
| ----- | --------------------- | --- | ----- | ------ | ----- |
| 1     | Brasil                | 7   | 2     | 5      | 14    |
| 2     | Venezuela             | 6   | 3     | 1      | 10    |
| 3     | Argentina             | 2   | 5     | 7      | 14    |
| 4     | Ecuador               | 1   | 1     | 5      | 7     |
| 5     | Colombia              | 0   | 1     | 4      | 5     |
| 6     | Chile                 | 0   | 1     | 2      | 3     |
| 7     | Paraguay              | 0   | 1     | 1      | 2     |
| 8     | Uruguay               | 0   | 1     | 0      | 1     |
| 8     | Aruba                 | 0   | 1     | 0      | 1     |
| 10    | Antillas Neerlandesas | 0   | 0     | 1      | 1     |
| Total | Total                 | 16  | 16    | 26     | 58    |

|  | País local (Argentina). |

## Resultados

### Eventos masculinos
| Evento | Oro                                 | Plata                               | Bronce                            |
| ------ | ----------------------------------- | ----------------------------------- | --------------------------------- |
| -54 kg | Esteban Chango Criollo · Ecuador    | Gilvan Santos · Brasil              | Maximiliano Romero Argentina      |
| -54 kg | Esteban Chango Criollo · Ecuador    | Gilvan Santos · Brasil              | Gino Salcedo Gómez · Colombia     |
| -58 kg | Marcel Ferreira · Brasil            | Mauro Crismanich Argentina          | Edgar Vera Arévalo Paraguay       |
| -58 kg | Marcel Ferreira · Brasil            | Mauro Crismanich Argentina          | Mario Leal Colmenares · Ecuador   |
| -62 kg | Marcio Ferreira · Brasil            | Algimiro Mejías Caibe · Venezuela   | Marcos Heredia Argentina          |
| -62 kg | Marcio Ferreira · Brasil            | Algimiro Mejías Caibe · Venezuela   | Victor Mendoza Gonzalez · Ecuador |
| -67 kg | Diogo Silva · Brasil                | Mario Guerra · Chile                | Manuel Sarabia Argentina          |
| -67 kg | Diogo Silva · Brasil                | Mario Guerra · Chile                | Danny Miranda Subero · Venezuela  |
| -72 kg | Sebastián Crismanich Argentina      | Daniel Lee Kim · Uruguay            | Marcos Oliveira · Brasil          |
| -72 kg | Sebastián Crismanich Argentina      | Daniel Lee Kim · Uruguay            | Luis Castiblanco · Colombia       |
| -78 kg | Carlos Junior · Brasil              | Carlos Vasquez Carvajal · Venezuela | Darío Coria Argentina             |
| -78 kg | Carlos Junior · Brasil              | Carlos Vasquez Carvajal · Venezuela | Carlos Liebig · Chile             |
| -84 kg | Juan Carlos Díaz Falcón · Venezuela | Stuart Smit Aruba                   | Leonardo Salimbeni Argentina      |
| -84 kg | Juan Carlos Díaz Falcón · Venezuela | Stuart Smit Aruba                   | Julián Rojas Rivera · Colombia    |
| +84 kg | Luis Noguera Urquia · Venezuela     | Martin Sio Argentina                | Leonardo Santos · Brasil          |
| +84 kg | Luis Noguera Urquia · Venezuela     | Martin Sio Argentina                | Leonardo Zamora Viera · Chile     |

### Eventos femeninos
| Evento | Oro                                | Plata                               | Bronce                              |
| ------ | ---------------------------------- | ----------------------------------- | ----------------------------------- |
| -47 kg | Dalia Contreras Rivero · Venezuela | Anabella Carmona Argentina          | Katia Arakaki · Brasil              |
| -47 kg | Dalia Contreras Rivero · Venezuela | Anabella Carmona Argentina          | Johanna Solano Arias · Ecuador      |
| -51 kg | Laura López Rodríguez Argentina    | Gladys Mora Romero · Colombia       | Lianne Muller Antillas Neerlandesas |
| -51 kg | Laura López Rodríguez Argentina    | Gladys Mora Romero · Colombia       | Cristina Pavón Rodríguez · Ecuador  |
| -55 kg | Debora Fernandes · Brasil          | Miladys Mariño González · Venezuela | Mariela Poblete Argentina           |
| -55 kg | Debora Fernandes · Brasil          | Miladys Mariño González · Venezuela | Doris Patiño Marin · Ecuador        |
| -59 kg | Mirla Cabello · Venezuela          | Luciana Isoldi Argentina            | Paula Cruz · Brasil                 |
| -59 kg | Mirla Cabello · Venezuela          | Luciana Isoldi Argentina            | Lady Vasquez Salcedo · Colombia     |
| -63 kg | Noemar Leal Colmenarez · Venezuela | Lila Martínez Pérez Paraguay        | Rocío Boudi Argentina               |
| -63 kg | Noemar Leal Colmenarez · Venezuela | Lila Martínez Pérez Paraguay        | Nayadi Barbosa · Brasil             |
| -67 kg | Nathaly Maza Bolívar · Venezuela   | Daiane Dias · Brasil                | No entregada                        |
| -67 kg | Nathaly Maza Bolívar · Venezuela   | Daiane Dias · Brasil                |                                     |
| -72 kg | Natalia Silva · Brasil             | Lorena Benites Valverde · Ecuador   | No entregada                        |
| -72 kg | Natalia Silva · Brasil             | Lorena Benites Valverde · Ecuador   |                                     |
| +72 kg | Erica Ferreira · Brasil            | Paula Wegscheider Argentina         | No entregada                        |
| +72 kg | Erica Ferreira · Brasil            | Paula Wegscheider Argentina         |                                     |